# Mission (Dakota del Sur)
Mission es una ciudad ubicada en el condado de Todd en el estado estadounidense de Dakota del Sur. En el Censo de 2010 tenía una población de 1.182 habitantes y una densidad poblacional de 777,47 personas por km².

## Geografía
Mission se encuentra ubicada en las coordenadas 43°18′23″N 100°39′39″O / 43.30639, -100.66083. Según la Oficina del Censo de los Estados Unidos, Mission tiene una superficie total de 1.52 km², de la cual 1.52 km² corresponden a tierra firme y (0%) 0 km² es agua.

## Demografía
Según el censo de 2010, había 1.182 personas residiendo en Mission. La densidad de población era de 777,47 hab./km². De los 1.182 habitantes, Mission estaba compuesto por el 11.68% blancos, el 0.25% eran afroamericanos, el 85.36% eran amerindios, el 0.08% eran asiáticos, el 0% eran isleños del Pacífico, el 0.17% eran de otras razas y el 2.45% pertenecían a dos o más razas. Del total de la población el 2.12% eran hispanos o latinos de cualquier raza.